# Bringing It All Back Home
Bringing It All Back Home (рус. «Возвращая всё домой») — пятый студийный альбом американского автора-исполнителя песен Боба Дилана, вышедший в 1965 году на лейбле Columbia Records. Первый альбом так называемой «великой рок-трилогии Боба Дилана».
Альбом разделён на электрическую и акустическую стороны. На первой (электрической) стороне оригинальной долгоиграющей пластинки Дилан исполняет песни в сопровождении рок-группы — шаг, который ещё более отдалял его от фолк-музыкального сообщества. На акустической стороне альбома он дистанцировался от песен протеста, с которыми его часто связывали (таких как «Blowin’ in the Wind» и «A Hard Rain’s a-Gonna Fall»), поскольку его лирика продолжала свою тенденцию к абстрактному и личному.
Альбом достиг 6-й позиции в альбомном поп-чарте журнала Billboard — первое попадание дилановского альбома в десятку в США.

## Запись
Большую часть лета 1964 года Дилан провел в Вудстоке, маленьком городке на севере штата Нью-Йорк, где жил его менеджер Альберт Гроссман. Когда в августе Джоан Баэз поехала навестить Дилана, они остановились в доме Гроссмана. Баэз вспоминает, что «большую часть месяца или около того, когда мы были там, Боб стоял у пишущей машинки в углу своей комнаты, пил красное вино, курил и безжалостно стучал часами. А глубокой ночью он просыпался, ворчал, хватал сигарету и, спотыкаясь, снова шёл к пишущей машинке». У Дилана уже была готова одна песня для его следующего альбома: «Mr. Tambourine Man» была написана в феврале 1964 года, но не была включена в Another Side of Bob Dylan. Другая песня, «Gates of Eden», также была написана ранее в том же году, появившись в оригинальных рукописях «Another Side of Bob Dylan»; в конце концов было внесено несколько лирических изменений, но неясно, были ли они сделаны в августе в Вудстоке. По крайней мере, две песни были написаны в том месяце: «If You Gotta Go, Go Now» и «It’s Alright Ma (I’m Only Bleeding)». В течение этого времени тексты Дилана становились всё более сюрреалистичными, а его проза становилась все более стилистической, часто напоминая поток сознания, когда опубликованные письма, датированные 1964 годом, становились все более интенсивными и похожими на сновидения с течением года.
Дилан вернулся в город и 28 августа впервые встретился с The Beatles в нью-йоркском отеле. Эта встреча с The Beatles оказала влияние на направление музыки Дилана, поскольку вскоре он запишет музыку в стиле рок, по крайней мере для следующих трёх альбомов. Дилан останется в хороших отношениях с The Beatles, и, как пишет биограф Клинтон Хейлин, «тот вечер установил личное измерение для очень реального соперничества, которое продлится до конца знаменательного десятилетия».
Дилан и продюсер Том Уилсон вскоре начали экспериментировать со своим собственным слиянием рок- и фолк-музыки. По словам Уилсона, первая неудачная проба заключалась в наложении «раннего рок-н-ролла Фэтс Домино» на более раннюю акустическую запись Дилана «House of the Rising Sun». Это произошло в студии Columbia 30th Street в декабре 1964 года. Результат был быстро отброшен, хотя Уилсон затем использует ту же технику наложения электрического бэк-трека на существующую акустическую запись с «The Sound of Silence» Саймона и Гарфанкеля. Тем временем Дилан обратил свое внимание на другой фолк-рок-эксперимент, проведённый Джоном П. Хэммондом, старым другом и музыкантом, чей отец, Джон Х. Хэммонд, первоначально подписал контракт с Диланом на Columbia. Хэммонд планировал выпустить электрический альбом блюзовых песен, которые обрамляли его акустические живые выступления того времени. Для этого он нанял трех членов американо-канадской барной группы, с которой познакомился примерно в 1963 году: гитариста Робби Робертсона, барабанщика Левона Хелма и органиста Гарта Хадсона — участники The Hawks, которые впоследствии стали именоваться the Band). Дилан был очень хорошо осведомлён о получившемся альбоме «So Many Roads»; по словам его друга Дэнни Калба, «Боб был очень взволнован тем, что Джон Хаммонд делал с электрическим блюзом. Я разговаривал с ним в „Фигаро“ в 1964 году, и он рассказывал мне о Джоне, о том, как он ездил в Чикаго, играл с группой и так далее…».
Однако, когда Дилан и Уилсон начали работу над следующим альбомом, они временно воздержались от своих собственных электрических экспериментов. Первая сессия, состоявшаяся 13 января 1965 года в студии Columbia A в Нью-Йорке, была записана в одиночку, с участием Дилана, играющего на фортепиано или акустической гитаре. Было создано десять полных песен и несколько набросков песен, почти все из которых были отброшены. Первый дубль «Bob Dylan’s 115th Dream», которая будет использована для альбома, но в конечном итоге будут выпущены три: «I’ll Keep It With Mine» в Biograph в 1985 году, and «Farewell Angelina» и акустическая версия «Subterranean Homesick Blues» на The Bootleg Series Volumes 1-3 (Rare & Unreleased) 1961—1991 в 1991 году.
Другие песни и наброски, записанные на этой сессии: «Love Minus Zero/No Limit», «It’s All Over Now, Baby Blue», «She Belongs to Me», «On the Road Again», «If You Gotta Go, Go Now», «You Don’t Have to Do That», «California» и «Outlaw Blues». Все они были оригинальными композициями.
Дилан и Уилсон провели ещё одну сессию в студии B на следующий день, на этот раз с полной электрической группой. Были наняты гитаристы Эл Горгони, Кенни Рэнкин и Брюс Лэнгхорн, а также пианист Пол Гриффин, басисты Джозеф Мачо-младший и Уильям Ли и барабанщик Бобби Грегг. Дневная работа была сосредоточена на восьми песнях, все из которых были опробованы накануне. По словам Лэнгхорна, репетиции не было: «Мы просто сделали первые дубли, и я помню, что, как бы то ни было, это было удивительно интуитивно и успешно». Для каждой песни требовалось несколько дублей, и после трёх с половиной часов записи (продолжавшейся с 2:30 до 6:00 вечера) были записаны и отобраны для финального альбома мастер-дубли «Love Minus Zero/No Limit», «Subterranean Homesick Blues», «Outlaw Blues», «She Belongs to Me» и «Bob Dylan’s 115th Dream».
Через некоторое время после ужина Дилан, как сообщается, продолжил запись с другим набором музыкантов, в том числе с Джоном П. Хаммондом и Джоном Себастьяном (только Лэнгхорн вернулся из того же дня). Они записали шесть песен, но результаты были признаны неудовлетворительными и в конечном итоге отвергнуты.
На следующий день в студии «А» состоялся ещё один сеанс, и он должен был стать последним. В очередной раз Дилан оставил в своём распоряжении музыкантов предыдущего дня (то есть тех, кто участвовал в сеансе с 2:30 до 6:00 вечера); единственным исключением был пианист Пол Гриффин, который не смог присутствовать и был заменен Фрэнком Оуэнсом. Дэниел Крамер вспоминает: «Музыканты были полны энтузиазма. Они совещались друг с другом, чтобы решить возникшие проблемы по мере их возникновения. Дилан прыгал от одного человека к другому, объясняя, чего он хочет, часто показывая им на пианино, что нужно, пока, как гигантская головоломка, кусочки не сложились, и картина не сложилась целиком … Большинство песен легли легко, и потребовалось всего три или четыре дубля … В некоторых случаях первый дубль звучал совершенно иначе, чем финальный, потому что материал был сыгран в другом темпе, возможно, или был выбран другой аккорд, или соло, возможно, были перестроены… Его метод работы, уверенность в том, чего он хочет, заставляли двигаться вперед».
Сеанс начался с «Maggie’s Farm»: был записан только один дубль. После этого Дилан успешно записал мастер-дубли «On the Road Again», «It’s Alright, Ma (I’m Only Bleeding)», «Gates of Eden», «Mr. Tambourine Man» и «It’s All Over Now, Baby Blue», все из которых были отложены для альбома. Также был выбран мастер-дубль «If You Gotta Go, Go Now», но он не был включен в альбом; вместо этого он был выпущен как сингл только в Европе, но не в США или Великобритании.
Хотя Дилан смог записать электрические версии практически каждой песни, включенной в финальный альбом, он, по-видимому, никогда не предполагал делать Bringing It All Back Home полностью электрическим. В результате примерно половина готового альбома будет включать полные аранжировки электрической группы, в то время как другая половина будет состоять из сольных акустических выступлений, иногда в сопровождении Лэнгхорна, который украсит акустическое выступление Дилана контрмелодией на его электрогитаре.

## Список композиций
Автор всех песен Боб Дилан.
Сторона А
1. «Subterranean Homesick Blues» — 2:21
2. «She Belongs to Me» — 2:47
3. «Maggie’s Farm» — 3:54
4. «Love Minus Zero/No Limit» — 2:51
5. «Outlaw Blues» — 3:05
6. «On the Road Again»- 2:35
7. «Bob Dylan’s 115th Dream»- 6:30

Сторона Б
1. «Mr. Tambourine Man» — 5:30
2. «Gates Of Eden» — 5:40
3. «It’s Alright, Ma (I’m Only Bleeding)» — 7:29
4. «It’s All Over Now, Baby Blue» — 4:12

## Участники записи
- Боб Дилан — гитара, губная гармоника, клавишные, вокал
- Джон Хаммонд — гитара
- Джон Себастиан — бас-гитара
- Кенни Ранкин — гитара
- Бобби Грегг — ударные
- Джон Бун — бас-гитара
- Эл Горгони — гитара
- Пол Гриффин — клавишные
- Брюс Лэнгхорн — гитара
- Билл Ли — бас-гитара
- Джозеф Мачо мл. — бас-гитара
- Фрэнк Оуэнс — пианино
- Том Уилсон — продюсер
- Дэниел Крамер — фото